# Doença gastrointestinal

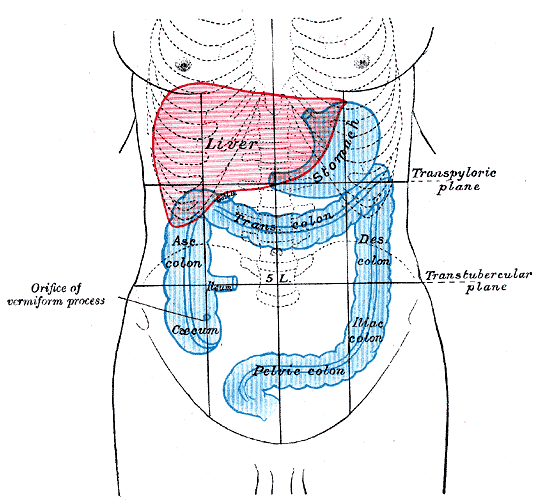
Visão Geral do Sistema digestivo.

As doenças gastrointestinais são aquelas que acometem órgãos do sistema digestivo (intestino, intestino grosso, intestino delgado, estômago, esófago, cólon, reto e ânus) e órgãos acessórios da digestão, como o pâncreas, o fígado e a vesícula biliar. As pessoas que sofrem com distúrbios da motilidade gastrointestinais podem apresentar constipação, diarreia, gastrite, ulcerações e até mesmo HDA (hemorragia digestiva alta).
Dentre os sintomas, tais doenças podem ser acompanhadas de dispepsia (dificuldade de digestão), dor epigástrica, distensão abdominal, pirose epigástrica (sensação de queimação) resultantes da inflamação ou até mesmo deterioração de alguns dos órgãos do sistema digestivo. 
Dentre as causas mais comuns estão: 
- Utilização frequentes de anti-inflamatórios[1]
- má alimentação;[2]
- estresse;[3]
- obesidade;[4]
- alcoolismo;[5]
- tabagismo;[6]
- sedentarismo[7] e
- falta de rotina alimentar.

O diagnóstico pode ser realizado através de endoscopia, biópsia, colonoscopia, análises sorológicas e de fezes, sendo importante que o paciente passe pelo médico especializado.
Os tratamentos para as doenças gastrointestinais incluem hábitos alimentares saudáveis (considerando que estão diretamente relacionados com essas doenças), cuidados psicológicos (pois o estresse e a ansiedade é um dos fatores que podem levar a problemas gástricos), incluem fármacos protetores da mucosa gástrica, inibidores de secreção ácida (antagonistas dos receptores H2 de histamina), inibidores da bomba de prótons (que inibem a produção de ácido pelas células parietais do estômago), aceleradores do esvaziamento gástricos/antieméticos, antiespasmódicos e antiácidos. Em casos mais graves é necessário procedimento cirúrgico.

## Distúrbios do Esôfago

### Acalasia e Megaesôfago
A acalasia é uma infecção em que o esfíncter esofágico inferior é incapaz de relaxar durante a deglutição. Como consequência, a passagem do alimento do esôfago para o estômago é impedida. Estudos patológicos constataram a ocorrência de lesão da rede neural do plexo mioentérico nos terços inferiores do esôfago. Como consequência a musculatura da porção inferior do esôfago permanece em contração espástica, e o plexo mioentérico perde a capacidade de transmitir sinal para induzir o "relaxamento receptivo" do esfíncter gastroesofágico quando o alimento se aproxima dele durante o processo da deglutição.

## Distúrbios do Estômago

### Gastrite
A gastrite refere-se à inflamação do revestimento interno do estômago, podendo ser crônica, aguda ou nervosa. 
A gastrite nervosa acontece geralmente após a pessoa passar por longos períodos de estresse e ansiedade, que aumentam a quantidade de produção de suco gástrico e podem acabar destruindo parte da mucosa do estômago, causando a doença. Entre as causas pode-se citar:
- uso prolongado de medicamentos como aspirina ou anti-inflamatórios;

- consumo de álcool;

- hábito de fumar;

- infecção pela bactéria Helicobacter pylori;

- gastrite autoimune – ocorre quando o sistema imune produz anticorpos que agridem e destroem as células gástricas do próprio organismo.

Em alguns casos, a gastrite pode ser grave, com escoriação ulcerativa da mucosa gástrica pelas próprias secreções pépticas do estômago.
Tratamento não farmacológico: É desaconselhado o consumo de alimentos ácidos, gordurosos, refrigerantes, café e álcool, sendo aconselhável evitar medicamentos anti-inflamatórios e uma dieta saudável. 
Tratamento farmacológico: antiácidos, protetores da mucosa gástrica, inibidores da bomba de prótons, inibidores de secreção ácida.
Sendo os mais utilizados: Sucralfato, Cimetidina, Ranitidina, Omeprazol, Pantoprazol e hidróxidos de sódio e alumínio.

### Úlcera Péptica
A úlcera péptica é uma área de escoriação da mucosa do estômago, esôfago ou intestino delgado quando o ácido do estômago danifica a parede do trato digestivo. Pode ser classificada de acordo com o local da lesão, como a Úlcera Duodenal (quando surge nos primeiros centímetros do duodeno) e Úlcera Gástrica (surgindo na parte inferior do estômago. É causada principalmente pela bactéria H. Pylori e analgésicos anti-inflamatórios, incluindo a aspirina, ibuprofeno e AINEs (anti-inflamatórios não esteróides). 
Dentre os sintomas estão: 
- Dor abdominal em queimação na “boca do estômago”.
- Dor abdominal que se agrava com as refeições.
- Plenitude epigástrica.
- Saciedade precoce.
- Náuseas e vômitos após as refeições.
- Arrotos frequentes.
- Intolerância a alimentos gordurosos.

O tratamento costuma incluir medicamentos para diminuir a produção de ácido estomacal. Se uma bactéria for a causa, antibióticos podem ser necessários.

## Distúrbios do Intestino Delgado

### Insuficiência Pancreática
Incapacidade do pâncreas de secretar seu suco no intestino delgado constitua causa grave de digestão anormal. Com frequência, ocorre perda da secreção pancreática.

### Pancreatite
Pancreatite refere-se à inflamação do pâncreas, podendo ocorrer na forma de pancreatite aguda ou pancreatite crônica. A causa mais comum da pancreatite é o consumo de álcool, enquanto a segunda causa mais frequente consiste no bloqueio da papila de Vater por cálculo biliar.

## Distúrbios do Intestino Grosso

### Constipação ou obstipação
A constipação intestinal, obstipação ou prisão de ventre refere-se ao lento movimento das fezes ao longo do intestino grosso. Com frequência, está associada a grandes quantidades de fezes secas e endurecidas no cólon descendente, que se acumulam devido ao longo tempo disponível para absorção de líquido.